# Pierino Bissolotti
Pierino Bissolotti (fl. XX secolo) è stato un calciatore italiano, di ruolo centrocampista.

## Carriera
Ha giocato nel Brescia otto campionati nella massima divisione tra il 1920 al 1928. Ha fatto il suo esordio il 7 marzo 1920 in Brescia-Modena (2-1).
Nella squadra del Brescia ha giocato 92 partite e realizzato 20 reti.

## Statistiche

### Presenze e reti nei club
| Stagione        | Squadra         | Campionato | Campionato | Campionato |
| Stagione        | Squadra         | Comp       | Pres       | Reti       |
| --------------- | --------------- | ---------- | ---------- | ---------- |
| 1919-1920       | Brescia         | PC         | 4          | 0          |
| 1920-1921       | Brescia         | PC         | 4          | 1          |
| 1921-1922       | Brescia         | PD         | 7          | 1          |
| 1923-1924       | Brescia         | PD         | 17         | 3          |
| 1924-1925       | Brescia         | PD         | 19         | 5          |
| 1925-1926       | Brescia         | PD         | 21         | 7          |
| 1926-1927       | Brescia         | DN         | 14         | 2          |
| 1927-1928       | Brescia         | DN         | 5          | 1          |
| Totale Brescia  | Totale Brescia  | -          | 92         | 20         |
| Totale carriera | Totale carriera | -          | 92         | 20         |